# Dios (Koroplast)
Dios (altgriechisch Δῖος) war ein griechischer Koroplast, der im 1. Jahrhundert in Myrina in Kleinasien tätig war.
Dios ist nur von einer Signatur auf einer Tonstatuette bekannt, die den Gott Eros mit einer Gans zeigt. Die Statuette befindet sich heute im Louvre in Paris.